# Булаєво (Росія)
Була́єво (рос. Булаево, ерз. Булаево) — село у складі Темниковського району Мордовії, Росія. Входить до складу Пурдошанського сільського поселення.
Населення — 166 осіб (2010; 191 у 2002).
Національний склад (станом на 2002 рік):
- росіяни — 96 %